# Sethi II.
Sethi II. byl nejstarším synem Merenptaha a jeho legitimním následníkem. V mládí žil v sídle otce Mennoferu. Později, kdy otec již trpěl nemocemi a únavou z bojů proti nájezdníkům z Libye a různých skupin přicházejících do úrodné delty Nilu ze zemí kolem Středozemního moře (mořských národů), se nepochybně vojenských výprav účastnil. Odhaduje se, že smrt otce ho zastihla ve věku 30–35 let. Vlády se ujal a vládl v letech 1202–1198 př. n. l. Jeho vláda se koncentrovala do Dolního Egypta.

## Následnictví
Mocenské oslabení následníka využil Amenmesse, který ovládl Horní Egypt včetně původního sídelního města Théby a provincie Nubie. O jeho původu se spekuluje, nicméně jako nepravděpodobnější je, že byl nevlastním bratrem Setiho II., matkou byla Isetnofret vedlejší žena Merenptaha. Prakticky tedy došlo k dvojvládí a některé zdroje řadí Amenmesse mezi krále 19. dynastie. Uzurpace vlády Amenmessem jen zvýšila rozklad vládních struktur a zintenzivnila vzájemné soupeření severu a jihu Egypta. Amenmesse po dvou letech zemřel a centrální vlády se opět ujal Seti II. Obnovil svoji moc v Horním Egyptu a Nubii. Svému rivalovi Amenmessovi nechal v hrobce KV10 odstranit jeho podoby a nápisy.

## Monumenty

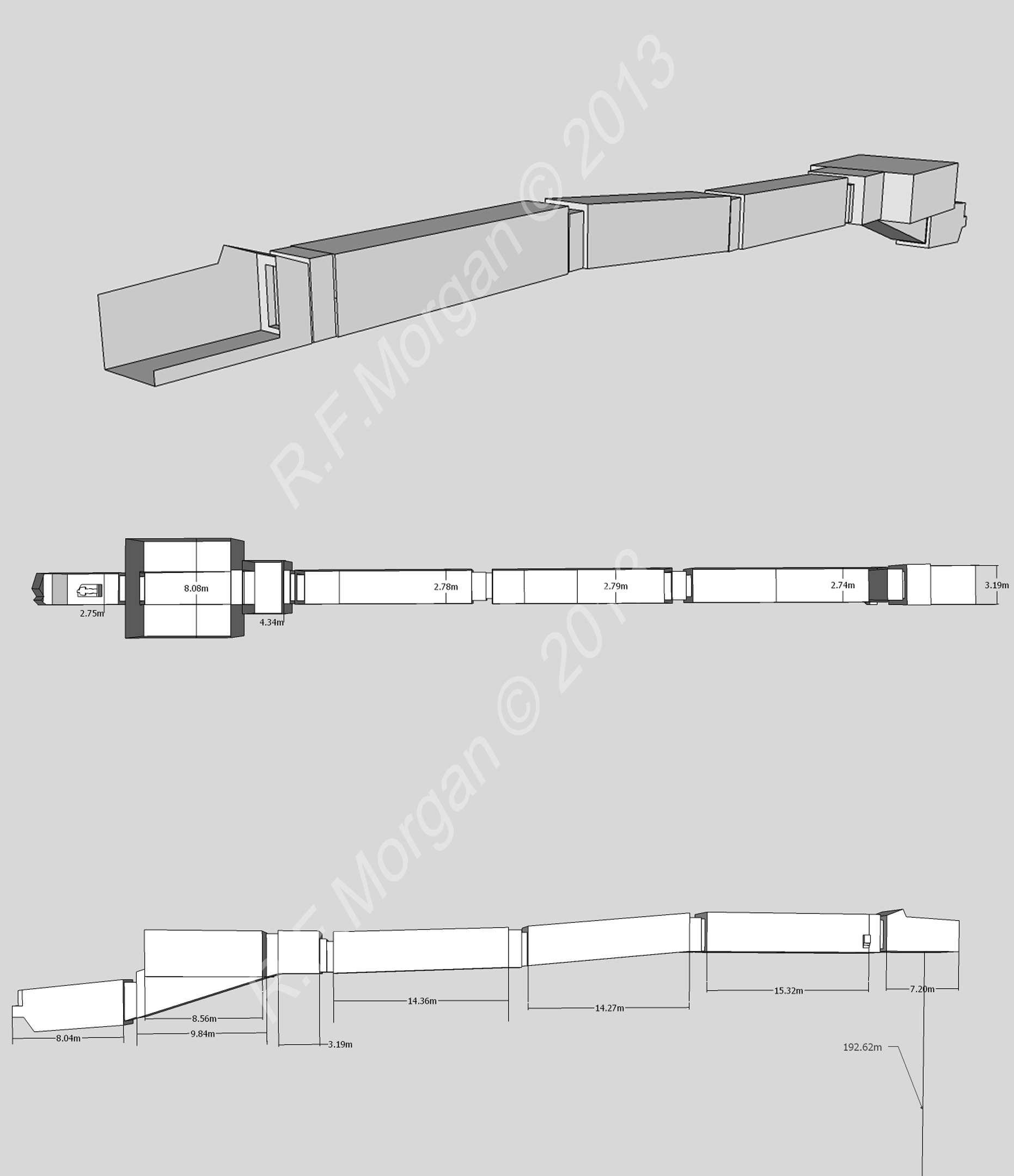
Isometrické schéma hrobky KV15

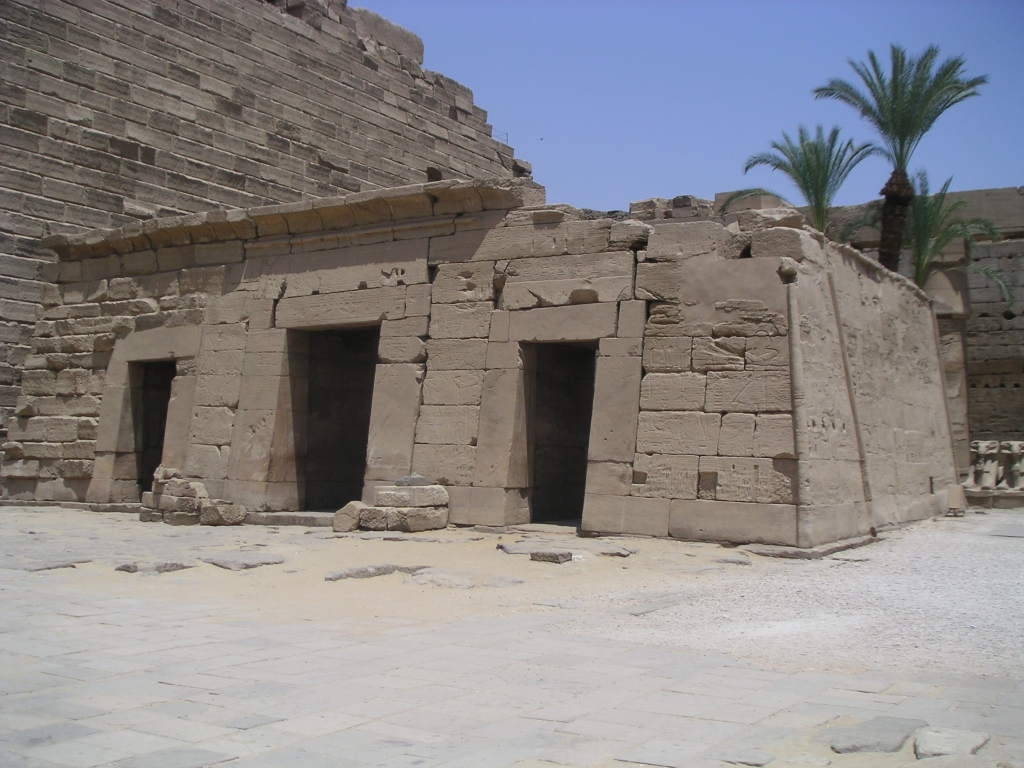
Kaple Seti II. pro bárky posvátné triády bohů Mut, Amon-Re a Chonsu

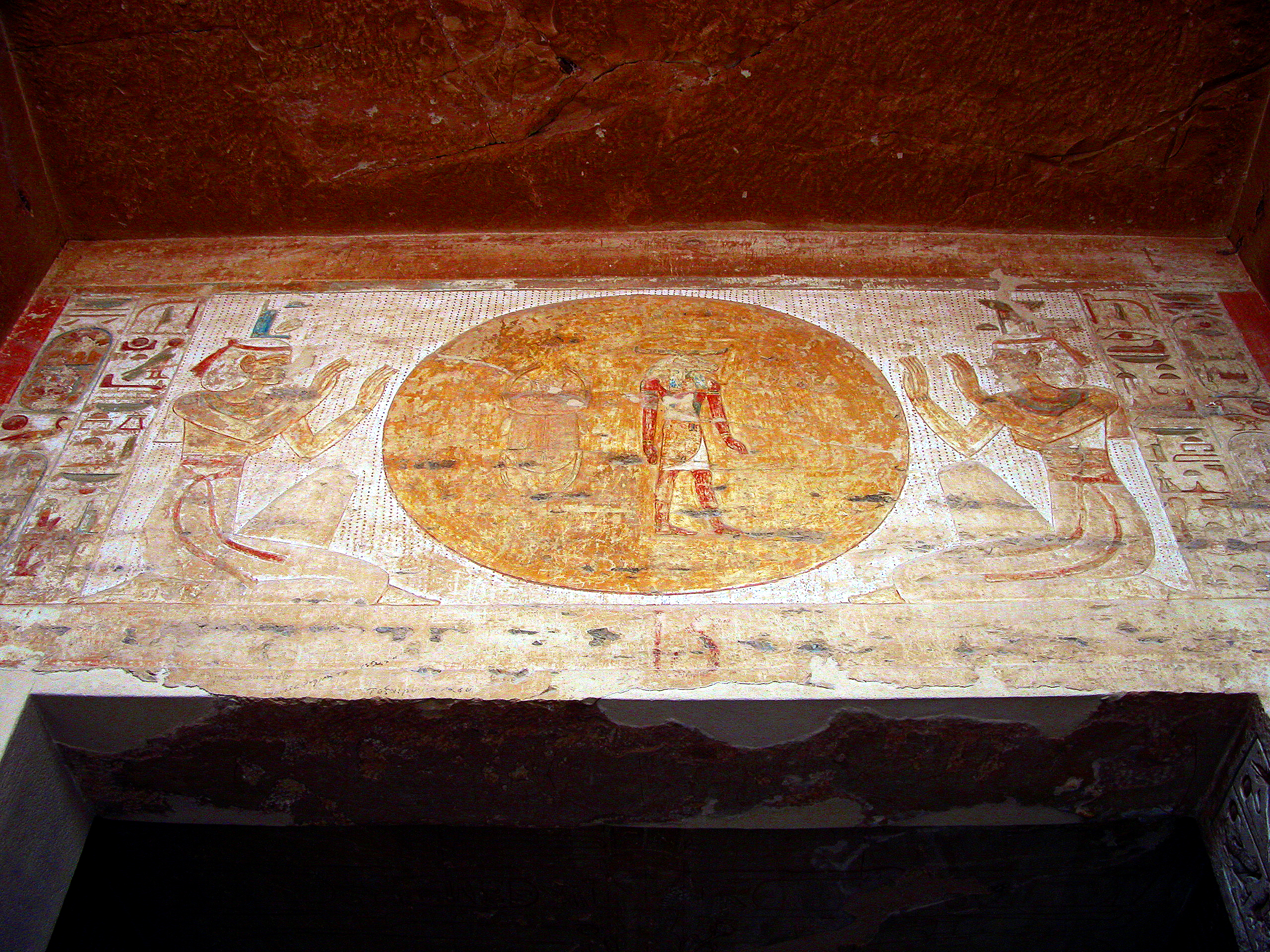
Výzdoba nad vchodem do hrobky Seti II. v bočním výklenku

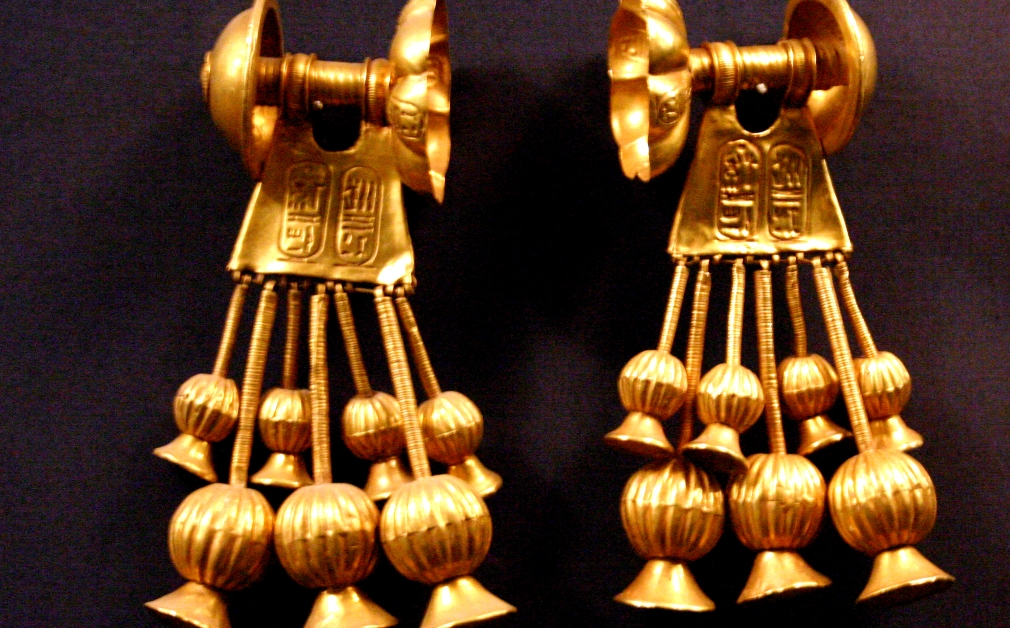
Náušnice se jménem Seti II. nalezené v hrobce KV56

Setiho krátká doba účasti na vládě zanechala málo významnějších stavebních památek:
- Kaple posvátných bárek Setiho II. věnovaná bohům Mut, Amon-Re a Chonsu
- Obelisk na nádvoří před 7. pylonem v Karnaku
- Nápis – chrámový dekret proti úplatkům
- Stéla v Karnaku mezi Sfingami
- Chrám bohyně Hathor v Edóm, oblast mezi Mrtvým mořem a Arabským zálivem
- Otevřel a využíval důl na měděnou rudu (malachit) v Údolí Timna

## Hrobka KV15
Hrobka byla objevena již za Napoleonských expedicí 1799, epigraficky ji popsal Lepsius 1844, výzkum prováděl Carter 1902.
Stěny pohřební komory a strop jsou pokryty reliéfy s šakalím bohem Anubisem, dvěma řadami bohů oslavujícím Re-Harachteje a Osirise. Strop objímá nebeská bohyně Nút. Seti II. zde byl asi původně pohřben, pak přemístěn do hrobky své ženy Twosret (KV14). Mumie byla nalezena ve hrobce KV35 společně s dalšími zde uschovanými a nalezenými V. Loretem v 1898. Podrobný průzkum hrobky ukázal, že její výzdoba respektive i její rozsáhlejší dostavba nebyly dokončeny. Seti II. zemřel v sídelním městě v Dolním Egyptu Pi-Ramesse.
| Max. výška | Min.šířka | Max. šířka | Celková délka | Celková plocha | Celkový objem |
| 3,5 m      | 2,2 m     | 8,6 m      | 88,6 m        | 298 m2         | 816 m3        |

## Princ Seti-Merenptah
Vlivným hodnostářem za vlády Setiho II. byl vezír Bay Velký správce pečeti, a také Královský komorník, který ve sporném období dvojvládí (Seti II. – Amenmesse) podporoval legitimního panovníka. Původem byl Syřan (patrně imigrant z období vlády Ramesse II.) a zřejmě spřízněn s panovníkovou rodinou, uvádí se konkubína Sethiho pocházející z Kanaánu. Vykonával i diplomatické služby jak za vlády Sethiho, tak i následníků Siptaha a královny Tausret.

Při podrobném výzkumu již zmíněné kaple posvátných bárek v Karnaku vytvořené ke slávě Settiho II. vyzdobené jeho symboly, se v roce 1970 prokázalo, že původní postavy byly vyškrabány a překryty novými symboly a postavami. Původně zde byl zobrazen vezír-kancléř Bay vedle postavy Setiho. Následně byla postava vezíra Baye překryta postavou, kterou se podařilo identifikovat s princem Seti-Merenptahem synem Setiho II. (asi nestihl vybudovat vlastní hrobku). Tato zajímavost dokresluje snahu prokázat svůj královský původ až do záhrobí.

## Klimatické podmínky
Paleo- klimatické podmínky v období pozdní Nové říše potvrdily, že pravidelné periodické nižší vzedmutí hladiny Nilu měly vliv na vegetaci a objem sklízených plodin. Zároveň se prokázalo, že celkově zhoršené ekonomické podmínky měly vliv i na počet realizovaných staveb. Rovněž zde byl zaznamenán vliv na rozsah obchodních vztahů ve výměnném hospodářském modelu. Dá se tedy říci, že postupné přibližování se zásadním změnám v následných dynastiích se dramaticky projevilo ve třetím přechodném období